# Державний герб
Державний герб — офіційна емблема держави, зображувана на національних прапорах, грошових знаках, печатках, офіційних документах тощо. Може бути виконаний у формі традиційного герба, герба без врахування геральдичних традицій, печатки, емблеми, символу. Опис і зображення державних гербів встановлюють національні конституції, або спеціальні закони. Ціллю державних гербів є засобами графіки та кольорів подати в лаконічній символічній формі умовних геральдичних та інших знаків, символів, написів уявлення про державу, політичний лад, її історію та природу.

## Історія
Історично герби європейських держав (та похідні від них латиноамериканських країн) містять геральдичні зображення хижих тварин і птахів, що символізують міць і силу державної влади. Складаються за традиціями геральдики. У XX столітті серед соціалістичних і постколоніальних держав поширились державні герби, що не наслідують у повній мірі геральдичні традиції, через брак таких в історичному минулому.

### Україна
Історія сучасного державного герба України бере своє начало від знаків княжої влади Рюриковичів. Тризуб був таким знаком київського князя Володимира. Державний герб молодої Української Народної Республіки успадкував тризуб у березні 1918 року. Державний герб радянської України було запроваджено Конституцією 1919 року. Він складався із зображення на червоному тлі у променях сонця золотих серпа і молота (символа країни робітників і селян), оточених вінком з колосся пшениці і написами на червоній стрічці «УСРР» та «Пролетарі всіх країн, єднайтесь!» російською та українською мовами. Перший варіант герба майже повністю копіював герб РРФСР. Графічне і кольорове зображення герба після прийняття Конституції УРСР 1938 року було дещо видозмінено. Із відновленням незалежності України 1991 року було затверджено малий державний герб, ним став золотий тризуб на синьому щиті. Згідно постанови Верховної Ради від 19 листопада 1992 року його зображення повинно міститись на печатках органів державної влади, грошових знаках та знаках поштової оплати, службових посвідченнях, штампах, бланках із обов'язковим дотриманням пропорцій зображення герба. Згідно із 20 статтею Конституції України передбачено затвердити великий державний герб з урахуванням малого та герба Війська Запорізького.